# 姚作賓
姚 作賓（よう さくひん、繁体字: 姚作賓; 簡体字: 姚作宾; 拼音: Yáo Zuòbīn; ウェード式: Yao Tso-pin）は、中華民国の政治家。

## 事績

### 民国初期の活動
若年時代に日本へ留学し、明治大学政治経済科を卒業。辛亥革命、二次革命に革命派として参加し、護国戦争では山東省方面で航空隊員として活動した。五四運動に際しては、中華民国学生連合会総局理事長を務め、1921年（民国11年）にはロシア入りしてロシア共産党幹部と対談・議論したが、この時に姚作賓は共産主義の矛盾を感じてこれを放棄した。
帰国後の1922年（民国11年）に姚作賓は青島接収委員長代理となり、後に膠澳商埠督弁公署交渉課長に転じている。まもなく実業界に転じ、畜産・鉱山事業を経営した。1936年（民国25年）3月、冀察政務委員会交通部組長として政界に復帰し、日中航空協定締結に尽力、更に恵通航空公司董事となっている。

### 親日政府での活動
日本軍が青島を占領した後の1938年（民国27年）1月17日、姚作賓は青島治安維持会の9人の委員の1人となる。同年11月2日、青島治安維持会学務委員会が成立すると、姚が委員長を務め、翌月10日には青島興亜倶楽部副会長も兼任している。1939年（民国27年）1月10日、親日の青島特別市公署（市長：趙琪）が成立し、同年3月14日に姚は同公署社会局局長署理に任命された、同年5月10日には青島特別市工商連絡委員会委員長も兼任している。1943年（民国32年）3月18日、姚は市長に昇進し、汪兆銘政権崩壊まで同職に在った。
1945年（民国34年）10月11日、姚作賓は漢奸として国民政府に逮捕され、翌年5月に山東省高等法院青島第二分院で死刑判決を受けたが、執行はされず、1949年（民国38年）1月に改めて同法院で審理され無期懲役に減刑された。その後、中国人民解放軍が進軍してきたため国民政府により釈放されたが、青島が陥落した直後の6月5日に中国共産党に再逮捕されている。中華人民共和国建国後に青島中級人民法院で死刑判決を受け、1951年に執行された。享年59。

## 注
1. ↑  東亜問題調査会編（1941）、195頁。
2. ↑  東亜問題調査会編（1941）、195-196頁。
3. 1 2  「青島市志 大事記 第六篇 日本第二次侵占時期（1938.1～1945.9）」[リンク切れ]「山東省情網」（山東省地方志弁公室ホームページ）
4. ↑  劉ほか編（1995）、1142頁では、公署成立日を「1938年1月10日」としているが、誤り。
5. ↑  臨時政府令、令字第349号、民国28年3月14日（『政府公報』第65号、臨時政府行政委員会情報処第四科、5頁）。
6. ↑  郭主編（1990）、1892頁では、公署成立時の1月に局長就任としているが、誤り。
7. ↑  郭主編（1990）、1892頁。
8. ↑  「青島市志 大事記 第七篇 南京国民政府第二次統治時期（1945.9～1949.6）」[リンク切れ]「山東省情網」（山東省地方志弁公室ホームページ）
9. ↑  「青島市志 大事記 第八篇  青島解放和基本完成社会主義改造時期（1949.6～1956.9）」「山東省情網」（山東省地方志弁公室ホームページ）